# Sowjetischer Eishockeypokal 1953
Die Saison 1953 war die dritte Austragung des sowjetischen Eishockeypokals. Pokalsieger wurde zum ersten Mal Dynamo Moskau. Beste Torschützen des Turniers waren Wsewolod Blinkow von Dynamo Moskau und Lew Mischin von ZDSA Moskau mit je acht Toren.

## Teilnehmer
| Teams der Klass A: | Weitere Teams: |
| --- | --- |
| - Chimik Elektrostal - Torpedo Gorki - Dynamo Leningrad - ODO Leningrad - Spartak Minsk - Dynamo Moskau - Krylja Sowetow Moskau - Spartak Moskau - WWS MWO Moskau - ZDSA Moskau - ODO Nowosibirsk - Daugava Riga - Dynamo Swerdlowsk - Dynamo Tallinn - Dserschinez Tscheljabinsk | - Inkaras Kaunas - Žalgiris Kaunas - Institut im. Lesgafta Leningrad - Dinamo Minsk - Nauka Minsk - WWS MWO Moskau II - Dynamo Nowosibirsk - Dinamo Riga - SK im. Stalina Molotow - Kalev Tallinn |

## Ergebnisse

### Sechzehntelfinale
| Dynamo Moskau         | 8:3  | SK im. Stalina Molotow          |
| Dynamo Tallinn        | 6:2  | Dserschinez Tscheljabinsk       |
| WWS MWO Moskau        | 19:1 | Dinamo Riga                     |
| Daugava Riga          | 6:4  | Dynamo Nowosibirsk              |
| Dynamo Swerdlowsk     | 9:0  | Institut im. Lesgafta Leningrad |
| Krylja Sowetow Moskau | 31:0 | Kalev Tallinn                   |
| Spartak Moskau        | 12:4 | WWS MWO Moskau II               |
| Dynamo Leningrad      | 10:2 | Zalgiris Kaunas                 |
| ZDSA Moskau           | 22:0 | Nauka Minsk                     |
| ODO Leningrad         | 7:4  | Torpedo Gorki                   |

### Achtelfinale
| Dinamo Minsk          | 1:2  | Spartak Minsk     |
| Inkaras Kaunas        | 1:16 | Dynamo Moskau     |
| Daugava Riga          | 6:0  | Dynamo Swerdlowsk |
| WWS MWO Moskau        | 6:0  | Dynamo Tallinn    |
| Spartak Moskau        | 7:10 | Dynamo Leningrad  |
| ZDSA Moskau           | 7:3  | ODO Leningrad     |
| Krylja Sowetow Moskau | 4:1  | ODO Nowosibirsk   |
| Chimik Elektrostal    | (W)* |                   |

### Viertelfinale
| Spartak Minsk         | 1:7  | Dynamo Moskau      |
| Daugava Riga          | 2:5  | WWS MWO Moskau     |
| Dynamo Leningrad      | 2:7  | ZDSA Moskau        |
| Krylja Sowetow Moskau | 14:3 | Chimik Elektrostal |

### Halbfinale
| Dynamo Moskau | 3:2 | WWS MWO Moskau        |
| ZDSA Moskau   | 6:0 | Krylja Sowetow Moskau |

### Finale
| Dynamo Moskau | 3:2 | ZDSA Moskau |

(Anmerkung: * Sieg, da der Gegner nicht antrat)

## Pokalsieger
| Pokalsieger Dynamo Moskau | Torhüter: Lew Jaschin, Karl Liiw Verteidiger: Nikolai Alexuschin, Witali Kostarew, Anatoli Molotkow, Oleg Tolmatschow Angreifer: Wsewolod Blinkow, Wladimir Ischin, Anatoli Jegorow, Wiktor Klimowitsch, Juri Krylow, Juri Lebedew, Alexander Soldatenkow, Wassili Trofimow Spielertrainer: Arkadi Tschernyschow |